# Мир у Севиљи
Мир у Севиљи потписан је 9. новембра 1729. године у Севиљи између Уједињеног Краљевства и Шпаније. Овим миром завршен је Англо-шпански рат. 
Према одредбама мира Британија је остварила контролу над Порт Махоном и Гибралтаром. Док су били у Севиљи ради потписивања уговора, шпански краљ Филип V и његова жена Елизабета Фарнсеса родили су Марију Антоанету Шпанску (недељу дана након потписивања уговора). 